# 홍윤성
홍윤성(洪允成, 1425년 ~ 1475년 음력 9월 8일)은 조선의 문신이다. 본관은 회인(懷仁). 초명은 우성(禹成), 자(字)는 수옹(守翁)이고, 호(號)는 영해(領海)·경해(傾海), 경음당(鯨飮堂)이다.
1450년(세종 32년)에 문과에 급제하였다. 1453년 계유정난으로 수양대군이 단종을 보좌하던 황보 인(皇甫仁), 김종서(金宗瑞) 등을 살해하는 데 협력하여 정난공신 2등에 책록되었다.
1455년 세조 반정 직후 좌익공신 3등이 되고 예조 판서 등을 거쳐 모린위 여진족의 난과 건주위 여진족의 난을 토벌하고 우의정을 지냈다. 예종 즉위 후에는 좌의정과 영의정을 지냈다. 예종 사후에는 성종을 지지한 공로로 부원군에 진봉되고 좌리공신 1등이 되었다. 그의 노비가 주인의 지위를 믿고 다른 사람을 죽인 일이 있었으나 세조는 가볍게 처벌하였고, 그가 정난공신과 좌익공신으로 세조반정의 원훈(元勳)인 이유로써 단지 책망만 하고 처벌은 가하지 않았다. 시호(諡號)는 위평(威平)이다. 그의 유해는 충청남도 부여군 은산면 경둔리에 있다.

## 생애

### 젊은 시절

#### 출생과 가계
영해 홍윤성은 1425년 충청도 평택현에서 홍제년의 둘째 아들로 태어났다. 본관은 회인(懷仁)이다. 증조부는 홍연보(洪延甫)이고, 할아버지는 홍용(洪容)이며, 아버지는 홍제년(洪齊年)이다. 초명은 우성(禹成)이고 자는 수옹(守翁)이며 뒤에 윤성으로 이름을 고쳤다.

#### 청년 시절
그의 젊은 시절에 대한 기록은 전하지 않는다. 전설에 의하면 세종 때 충청도 회인에 살던 그는 형 대성(大成)은 주점을 하는 설패두의 데릴사위가 되고, 자신은 군관이 되어 공주감영으로 갔고, 공주감영의 토포군관(討捕軍官)까지 승진했다. 그러나 태만석의 유혹에 넘어간 형수 설씨가 병든 그의 형 홍대성을 독약으로 독살하자 그가 돌아와 형이 갑작스러운 죽음이 독살이며 형수 설씨와 태만석이 살해했음을 밝혀내고 태만석과 설씨를 죽여 복수한다. 곧 충청도관찰사부에까지 올라가 심문 끝에 사형은 면하여 양산으로 유배형을 받았으나 추풍령에 이르러 태만석의 아우 태만흥의 습격을 받기도 했다.
이춘달의 술청을 부수었으며 백성들의 민심을 현혹하던 양산군 통도사의 괴승 청월을 처단하고, 밀양의 어느 양인 노인의 딸을 재취로 데려다 주막집 시킨다는 이춘달을 살해하고 풀어주었다는 전설도 전한다. 그 뒤 경상북도 청도에 있다가 밀양을 거쳐 충청북도 황간의 당숙의 집에까지 갔으나 공교롭게 당숙모가 원수 태만석의 누이임이 밝혀져 영동 마니산으로 다시 떠났다고 한다. 이러한 전설을 근거로 1925년 소설가 이해조(李海朝)는 홍장군전을 쓰기도 했다.

### 관료 생활과 정치 활동

#### 관료생활 초반
세종 때 음보로 출사하여 군관이 되었다. 일찍이 한강 제주정(濟州亭)에서 수양대군과 겨루다가 그와 가까워졌다. 수양대군은 널리 인재를 찾아서 심복에 두었고, 제주정에서 활쏘기를 겨루다가 그를 만나서 자신의 측근으로 두게 되었다.
그 뒤 공주 토포군관을 거쳐 교도(敎導)로 재직 중 1450년(세종 32년) 식년문과에 병과로 급제하여, 권지 승문원 부정자가 되었다. 무인의 기질이 있어 사복시(司僕寺) 직을 겸하였으며 사복시주부에 올랐다. 1450년 승문원 정자, 사복시 주부, 한성부 참군, 통례문 봉례 등을 역임했다.
1451년 한성부참군(漢城府參軍)·통례문봉례랑(通禮門奉禮郎)에 임명되었다. 수양대군(首陽大君)이 문종의 명을 받아 《진서 陣書》를 찬술할 때 좌랑으로서 참여하였으며, 문종이 죽고 단종이 즉위하자 수양대군에게 임금이 나이가 어리다며 수양대군에게 집권을 건의하였다. 그는 단종의 나이가 어리고 나라가 위태하니 정국(政局)을 바로잡을 큰 일을 일으켜야 된다고 진언(進言)하고는 권람(權擥)을 모사(謀士)로 천거하였다. 그의 권고를 받아들인 수양대군은 권람을 통해 다시 신숙주, 정인지를 얻게 된다.

#### 계유정난과 세조 반정
1453년 수양 대군을 옹위하여 정난의 공을 세우고 수양대군이 절재 김종서를 베러 갈 때 동참하였으며 황보 인(皇甫仁)·김종서(金宗瑞) 등 원로대신을 살해·제거하는 등 계유정난에 공을 세워 수충위사협찬정난공신 2등관(輸忠衛社協贊 靖難功臣 二等管)이 되었으며 이어 사복시판관에 승진되고 사헌부장령이 되었다. 그 뒤 여러 벼슬을 거쳐 1455년 초 판사복시사가 되었다.
1455년(단종 3년) 세조가 즉위하자 예조참의가 되었으며, 세조가 즉위 직후 성주군 월항에 있는 세종의 왕자들의 태실비 중 세조의 태봉비문을 지어 비석으로 세웠다. 그러나 후대에 심하게 마모되어 판독이 불가능하게 되었다.
세조 즉위 초반, 홍윤성의 종들이 횡포를 자행하자 포도청 사졸이던 전림(田霖)이 밤에 홍윤성의 집 근처에 숨어 있다가 그의 종들을 묶어서 체포한 뒤 엄히 다스리고, 아침에 홍윤성의 집으로 데리고 가 항의했다. 홍윤성은 처음에는 화를 냈으나 나중에 전림의 용기를 가상히 여겨 술과 음식을 주니, 전림은 많은 음식을 단 번에 먹어 치웠다. 전림은 활쏘기와 말타기에 능했는데, 그의 재주를 본 홍윤성은 전림을 칭찬하고 왕에게 선전관으로 추천하였으며, 이때부터 전림은 홍윤성의 측근이 되어 수시로 홍윤성의 집을 출입했다 한다. 한 번은 홍윤성이 화를 참지 못하고 종을 나무에 묶은 뒤 활로 쏘려 하자, 전림이 청하여 죽이지 말고 자신의 첩으로 달라고 하여 평생을 데리고 살았다 한다.

#### 외교, 군사 활동
그해 세조의 즉위를 도운 공로로 수충위사동덕좌익공신(輸忠衛社同德 佐翼功臣) 3등관에 책록되었다. 이어 참판에 승진, 인산군(仁山君)에 봉군되었다. 그 뒤 예조 판서를 거쳐 경상우도 절제사로 나갔다. 1457년(세조 3) 도진무(都鎭撫)를 거쳐, 문무과의 초시를 주관하였다. 1457년 사신의 수행원으로 명나라에 다녀왔으며, 그해 다시 예조 판서, 경상우도 절제사를 거쳐 1459년(세조 5) 다시 예조 판서에 임명되었다. 그해 명나라에 사신이 파견되자 수행원의 한사람으로 다녀왔다.
1460년 모린위(毛憐衛) 여진족이 국경지대를 침입하여 변경을 소란하게 하자 대장(大將) 신숙주(申叔舟)의 부장(副將)으로 출정, 이를 토벌하고 돌아와 숭정대부로 승진했으며, 다시 인산군(仁山君)에 봉군되었다.

#### 권력 남용
그는 홀로 사는 한 노파의 전재산인 논밭을 빼앗았는데, 노파가 울면서 땅을 돌려달라고 호소하자 홍윤성은 그 노파를 돌 위에 거꾸로 매달고 모난돌로 때려 죽인 후 시신을 길곁에 버려두었으나 사람들이 감히 거두어 장사 지내지 못했다. 이조 판서로 있을 때 홍윤성의 숙부가 아들의 벼슬을 부탁하자 그는 논 20두락을 요구했다. 숙부가 '그대가 옛날 어렵게 살 때 내게 의탁한 지 30년이 지났는데 이제 재상이 되었다고 이럴 수 있는가'라고 따지자 홍윤성은 숙부를 타살한 후 후원에 암매장했다. 숙모가 고소장을 올렸으나 형조에서는 접수받기를 꺼려했으며 사헌부에서도 듣지 않았다 한다.
세조가 온양의 온궁으로 행차한다는 소식을 들은 홍윤성의 숙모는 세조가 도착하기 전날 밤부터 버드나무에 올라가 기다렸다가 어가가 나타나자 나무 위에서 길게 호곡했다. 세조가 관리를 시켜 묻자 그의 숙모는 '공신에 관계된 것이므로 한 걸음 사이에도 그 말이 변할 것이니 감히 말할 수 없다'라고 하여 세조가 직접 어가를 멈추고 말하라고 하자 그때서야 홍윤성의 만행을 호소했다. 또한 자기 집 앞을 흐르는 한강변에 말을 목욕시키면 쫓아가서 쳐 죽였고, 자신의 집 근처에서 하마하지 않고 말을 타고 지나가도 역시 죽여버렸다. 세조는 분노했으나 공신이란 이유로 치죄하지 못하고 그의 종을 베는 것으로 대신한 후 그 자리를 떠났다. 세조는 그의 행동들에 크게 불쾌해하고 노하였으나 지난날의 공로가 크다 하여 용서해 주었다고 한다.
용모가 크고 힘이 장사였으나 재물을 탐하고 횡포한 성질이 있어 온양(溫陽)에 땅을 많이 장만하고 종을 많이 부리면서 심히 학대하고 함부로 죽이므로 백성들의 원성이 높았다. 세조가 듣고 크게 노했으나 역시 지난날 그의 공이 크다 하여 윤성의 부하 두목들과 집 노비 등 10여 명을 대신 국문, 사형에 처하는 것으로 사건을 종결시켰다.

### 생애 후반

#### 예종, 성종 즉위 전후
1467년 우의정이 되고, 건주위 토벌에 출정하여 공을 세워 그해 12월 군공 3등(軍功三等)에 녹훈되었다. 1468년 세조가 죽자 신숙주, 정인지, 한명회(韓明澮) 등과 함께 원상(阮相)의 한 사람으로 서정(庶政)을 처리하고 정사를 수습하였다. 1469년(예종 2) 의정부 좌의정이 되고, 그해 명나라에 파견되는 사은사(謝恩使)로 연경에 다녀왔으며 귀국 후 곧 영의정이 되었다.
1469년(예종 2년) 예종이 병사하자 영의정으로 신숙주, 한명회, 정인지와 함께 다시 원상의 한사람이 되어 혼란을 수습하고 정무를 처결하였다. 이때 왕위 계승자 후보자를 낙점할 때 의경세자의 차남 자을산군 혈을 지지하였다.
홍윤성은 여러 차례 훈적(勳籍)에 참가하였고 벼슬이 영의정에 이르러 세력이 막강, 조정에서 그를 건드리는 사람이 없자, 이를 심히 불쾌하게 여긴 왕족 오산군이 그의 기세를 꺾기 위하여 비오는 날 조정에 나가는 홍윤성에게 비에 관복이 흠뻑 젖어 관복을 갈아 입도록 하는 굴욕을 안겨줌으로써 욕을 보이기도 하였다.

#### 최후
만년에는 충청도 부여로 낙향, 부여군 은산면 경둔리 근처에 자리잡았다.
그는 자신의 집 근처에서 하마하지 않거나 거만한 기색을 보이는 자는 반드시 불이익을 가했다. 한편 이웃 사람이 좋은 이야기를 들러주면 홍윤성은 많은 재물을 아끼지 않고 상으로 주는 등 여러 가지 알 수 없는 행동을 했다고도 한다.
1471년(성종 2) 성종을 지지하고 구성군(龜城君)을 숙청한 공로로 좌리공신(佐理功臣) 1등의 호를 받고, 인산부원군(仁山府院君)에 진봉되었다.
용모가 크고 힘이 장사였으나 재물을 밝히고, 성격은 횡포하여 백성의 원성이 높았으나 세조, 예종, 성종의 비호를 받았으므로 아무도 그에게 이의를 제기하지 못하였다. 1475년에 병으로 죽었다.

### 사후
사후 충청남도 부여군 은산면 경둔리(敬屯里) 정수터(현, 충청남도 부여군 은산면 경둔리 산56-1 경수터)에 안장되었다. 위평(威平)의 시호(諡號)가 추서되었다. 후에 계실 고령김씨는 그의 묘소 앞에 매장되었다. 신도비문은 김수온(金守溫)이 지었다.
성종 때부터 사림파가 집권하면서 그는 포악무도한 인물이며 권력남용을 이유로 조선이 멸망할 때까지 지탄받았다. 그의 저서와 작품들은 성주군 세조대왕태실비문을 제외하고는 전부 유실, 실전되었다. 묘소는 방치되었고, 묘비문과 신도비는 마멸되어 해석이 불가능하며, 부인의 묘비는 깨져 있었다. 후에 신도비와 묘비, 부인의 묘비 등을 다시 세웠다.
홍윤성의 묘소와 부인 묘소, 그의 신도비를 포함한 묘역은 후일 대한민국에 와서 부여군 향토유적 제49호로 지정되었다.
2003년에는 홍윤성의 묘소 앞 장명등이 도난되는 수난도 있었다.

## 작품
- 성주 세조대왕태실비문

## 가족 관계
- 증조부: 홍연보(洪延甫)
  - 할아버지: 홍용(洪容)
    - 숙부: 이름 미상
    - 아버지: 홍제년(洪齊年)
    - 어머니: 이름 미상
      - 형님: 홍대성(洪大成)
      - 본처: 남씨
      - 후처: 정경부인 고령 김씨
        - 아들: 홍진(洪珍)

      - 측실: 이름 미상, 양주군 좌수의 딸[출처 필요]

    - 장인: 남륙(南陸)
    - 장인: 김자모(金子謀)

## 대중문화에 나타난 홍윤성

### 드라마
- 《설중매》 (MBC, 1984년~1985년, 배우: 이대근)
- 《파천무》 (KBS, 1990년, 배우: 백인철)
- 《한명회》 (KBS, 1994년, 배우: 김형일)
- 《왕과 비》 (KBS, 1998년~2000년, 배우: 김형일)
- 《인수대비》 (JTBC, 2012년~2013년, 배우: 박정학)

### 영화
- 《칠삭동이의 설중매》(1988년, 배우: 김희라)
- 《관상》(2013년, 배우: 유상재)
- 《광대들: 풍문조작단》(2019년, 배우: 최원영)

### 문학
- 홍윤성전 (洪允成傳) - 조선시대 역사소설로 작가와 시대 미상
- |홍윤성전 (洪允成傳) - 1925년, 이해조 작

## 연보
- 음서로 출사하여 군관, 공주 토포관, 교도 등을 역임
- 1450년(세종 32년) 교도 재직 중 문과에 급제
- 1450년 승문원 정자
- 사복시 주부·한성부 참군·통례문 봉례 등을 역임
- 1453년(단종 1) 계유정난(癸酉靖難)에 수양대군(首陽大君, 세조)을 도와 김종서, 황보인을 척살
- 1453년 계유정난에 공을 세워 정난공신 2등(靖難功臣 二等)이 됨
- 사헌부장령을 거쳐 판사복시사에 올랐다.
- 1455년(단종 3) 세조가 즉위하자 예조 참의가 됨
- 1455년 좌익공신 3등으로 책록되고 참판에 승진, 인산군에 봉군됨
- 예조 판서, 경상우도 절제사를 역임
- 1460년(세조 5) 신숙주(申叔舟)의 부장이 되어 모련위 여진족의 반란을 토벌
- 1460년 숭정대부로 승진, 다시 인산군에 봉군됨
- 1467년(세조 12) 의정부 우의정에 승진
- 1469년(예종 2) 좌의정
- 1469년 영의정
- 1470년(성종 1) 좌리공신 1등에 녹훈되고 인산부원군으로 진봉

## 기타
권세를 얻은 뒤에는 주변을 돌아보지 않고 친척과 친지들을 외면하였으며 기세(氣勢)로써 다른 사람을 능멸하고, 가노(家奴)를 시켜서 사람들을 함부로 잡아 죽이기도 하였으나 세조는 가볍게 처벌할 뿐 그가 정난(靖難)과 반정공의 원훈(元勳)인 이유로써 단지 책망하거나 그 노비들을 데려다가 가볍게 처벌할 뿐 그에게는 처벌을 가하지 않았다.
그에게는 본처 남씨와 후처 김씨 이외에 기녀 또는 평민 출신의 부인이 한 명 더 있었다. 그는 경기도 양주군의 좌수의 딸이라고도 하고, 전라북도 순창군 출신의 기녀 모란(牧丹)이라고도 한다. 좌수의 딸이라는 설에 따르면, 양주로 행차했던 그가 좌수의 딸의 미모를 보고 그를 첩으로 삼으려 하자 좌수의 딸이 자신을 정실로 거두지 않으면 자결하겠다고 하여 그가 정식으로 혼례를 하고 데려온 것이라 한다. 순창 기녀 설에 따르면, 야밤에 어느 산에서 호랑이를 만나 죽을 위기에 처한 기녀 모란을 그가 호랑이를 화살로 맞추어 구해주고 백년가약을 맺게 되었다고 한다.
그가 병조 판서로 재직할 당시 세조가 그의 집 잔치에 미복으로 참석했는데, 그 사연을 듣고 형수라 하여 그를 정처(正妻)로 인정하였다 한다. 후일 그가 자신은 정식으로 데려온 부인이라 하자 부인 김씨가 항소하니, 그는 세조가 자신을 형수라 했다 하여 왕조실록과 승정원 기록에 세조가 방문하자 부인이 술을 따랐다는 구절을 찾아서 제시했다고 한다.

## 같이 보기
| - 세조 - 계유정난 - 세조 반정 - 신숙주 - 성삼문 - 하위지 - 한명회 - 정창손 - 이개 - 김질 - 홍달손 - 곽연성 - 폐비 윤씨 | - 양정 - 정보 - 황보인 - 김종서 - 한계미 - 한치형 - 한보 - 신면 - 신정 - 신용개 - 윤사흔 - 윤사분 - 윤필상 | - 인수대비 - 정희왕후 - 윤곤 |

## 관련 서적
- 한국학중앙연구원, 《한국민족문화대백과》 (한국학중앙연구원, 1996)
- 이가원, 《이조명인열전》(을유문화사, 1965)